# Archidona (Sevilla)
Archidona es una pedanía española del municipio de El Castillo de las Guardas, perteneciente a la provincia de Sevilla, en la comunidad autónoma de Andalucía.

## Historia
Hacia mediados del siglo XIX, el lugar, ya por entonces perteneciente al Castillo de las Guardas, tenía contabilizadas 5 casas. La localidad aparece descrita en el segundo volumen del Diccionario geográfico-estadístico-histórico de España y sus posesiones de Ultramar de Pascual Madoz de la siguiente manera:

ARCHIDONA: ald. en la prov. de Sevilla (7 leg.), part. jud. de Sanlúcar la Mayor (7) agregada en lo civil yecl. á la v. de Castillo de las Guardas (V)., sit. entre N. y E. y á 1 leg. de la matriz, su clima es saludable; la combaten los vientos del N.; es mas propensa á tercianas y calenturas pútridas que á otras enfermedades, y tiene 5 casas y algunos manantiales de buen agua. El térm., enclavado en el del Castillo: prod. trigo, cebada, centeno, avena, bellotas y lino; y cria ganado lanar, cabrio, vacuno y de cerda, siendo los preferidos los dos primeros, y la cosecha del trigo.
(Madoz, 1845, p. 494)

## Demografía
La pedanía de Archidona, al igual que todo el término de Castillo de las Guardas, se vio afectada por un fuerte movimiento migratorio después del cese de la actividad minera a mediados del siglo XX. Debido a esta situación durante décadas la pedanía de Archidona y otras han perdido gran parte de su población.
En 2022, tenía empadronados 40 habitantes.

## Zonas de interés y fiestas
De forma general la pedanía no celebra fiestas propias, aunque a veces se celebra algún certamen de flamenco, ya que en la pedanía está situada la única peña flamenca de Castillo de las Guardas